# Manneville-la-Goupil
Manneville-la-Goupil és un municipi francès situat al departament del Sena Marítim i a la regió de Normandia. L'any 2007 tenia 981 habitants.

## Demografia

### Població
El 2007 la població de fet de Manneville-la-Goupil era de 981 persones. Hi havia 318 famílies de les quals 32 eren unipersonals (12 homes vivint sols i 20 dones vivint soles), 90 parelles sense fills, 165 parelles amb fills i 31 famílies monoparentals amb fills.
La població ha evolucionat segons el següent gràfic:
Habitants censats

### Habitatges
El 2007 hi havia 373 habitatges, 327 eren l'habitatge principal de la família, 29 eren segones residències i 17 estaven desocupats. 337 eren cases i 8 eren apartaments. Dels 327 habitatges principals, 296 estaven ocupats pels seus propietaris, 28 estaven llogats i ocupats pels llogaters i 4 estaven cedits a títol gratuït; 8 tenien dues cambres, 36 en tenien tres, 99 en tenien quatre i 184 en tenien cinc o més. 268 habitatges disposaven pel capbaix d'una plaça de pàrquing. A 92 habitatges hi havia un automòbil i a 219 n'hi havia dos o més.

### Piràmide de població
La piràmide de població per edats i sexe el 2009 era:
| Homes | Edats   | Dones |
| ----- | ------- | ----- |
| 0     | 95 o +  | 0     |
| 0     | 90 a 94 | 0     |
| 4     | 85 a 89 | 0     |
| 4     | 80 a 84 | 0     |
| 8     | 75 a 79 | 24    |
| 16    | 70 a 74 | 4     |
| 8     | 65 a 69 | 8     |
| 20    | 60 a 64 | 16    |
| 8     | 55 a 59 | 16    |
| 24    | 50 a 54 | 20    |
| 28    | 45 a 49 | 32    |
| 64    | 40 a 44 | 44    |
| 48    | 35 a 39 | 36    |
| 24    | 30 a 34 | 48    |
| 32    | 25 a 29 | 24    |
| 28    | 20 a 24 | 28    |
| 56    | 15 a 19 | 64    |
| 28    | 10 a 14 | 32    |
| 28    | 5 a 9   | 28    |
| 48    | 0 a 4   | 28    |

## Economia
El 2007 la població en edat de treballar era de 659 persones, 503 eren actives i 156 eren inactives. De les 503 persones actives 463 estaven ocupades (251 homes i 212 dones) i 41 estaven aturades (26 homes i 15 dones). De les 156 persones inactives 55 estaven jubilades, 52 estaven estudiant i 49 estaven classificades com a «altres inactius».

### Ingressos
El 2009 a Manneville-la-Goupil hi havia 331 unitats fiscals que integraven 1.005,5 persones, la mediana anual d'ingressos fiscals per persona era de 19.550 €.

### Activitats econòmiques
Dels 14 establiments que hi havia el 2007, 1 era d'una empresa extractiva, 1 d'una empresa de fabricació d'altres productes industrials, 4 d'empreses de construcció, 5 d'empreses de comerç i reparació d'automòbils, 2 d'empreses d'hostatgeria i restauració i 1 d'una empresa financera.
Dels 5 establiments de servei als particulars que hi havia el 2009, 1 era un paleta, 1 lampisteria, 1 electricista, 1 empresa de construcció i 1 restaurant.
Dels 2 establiments comercials que hi havia el 2009, 1 era un hipermercat i 1 una botiga de menys de 120 m².
L'any 2000 a Manneville-la-Goupil hi havia 15 explotacions agrícoles que ocupaven un total de 747 hectàrees.

## Equipaments sanitaris i escolars
El 2009 hi havia una escola elemental.

## Poblacions més properes
El següent diagrama mostra les poblacions més properes.